# Vieille ville de Jérusalem
Pour les articles homonymes, voir Vieille Ville.
La vieille ville de Jérusalem (en hébreu : העיר העתיקה, Ha'Ir Ha'Atiqah ; en arabe : البلدة القديمة, al-Balda al-Qadimah ; en arménien : Հին Քաղաք, Hin Kaghak) est constituée de quatre quartiers multiculturels qui sont entourés dans leur ensemble par les remparts de Jérusalem. Sa surface totale ne dépasse pas 0,86 km2 (86 ha). La vieille ville fait partie de Jérusalem-Est, territoire de la ville de Jérusalem situé à l'est de la ligne d'armistice de 1949, occupé et annexé par Israël depuis 1967.

## Les remparts de Jérusalem

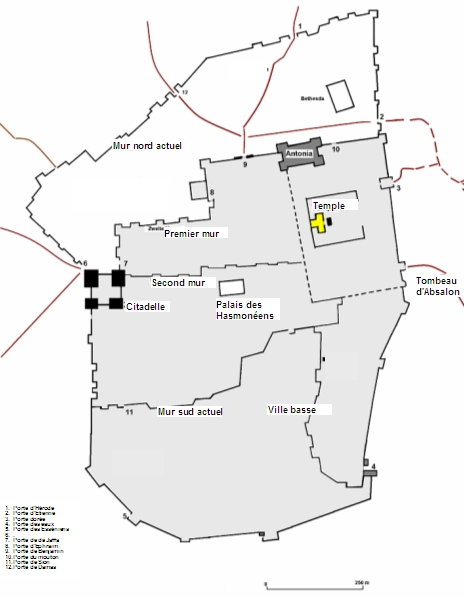
Les enceintes successives de la vieille ville avec en gris : Jérusalem au temps du Christ (Ier siècle).

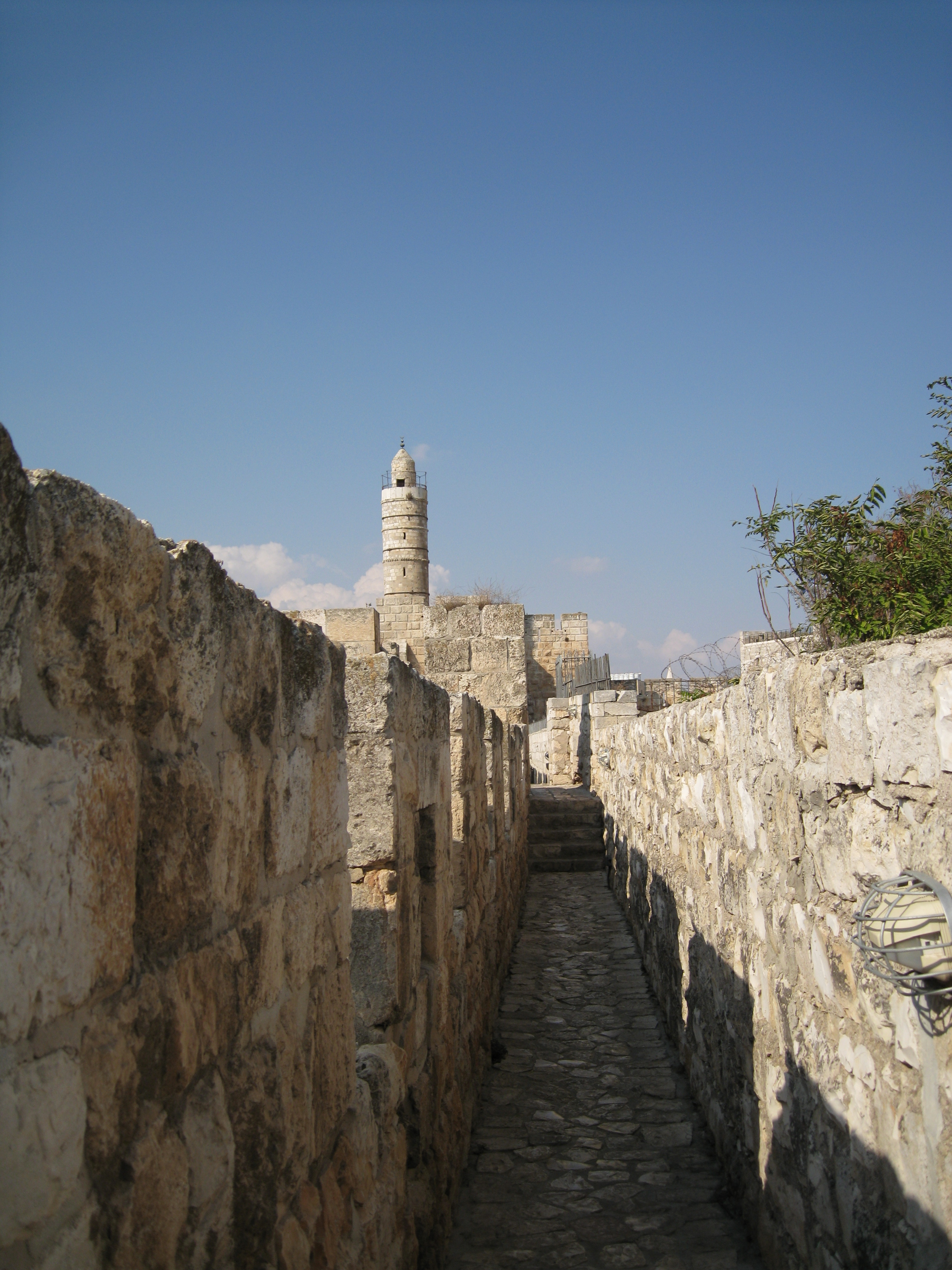
La promenade en haut des remparts.

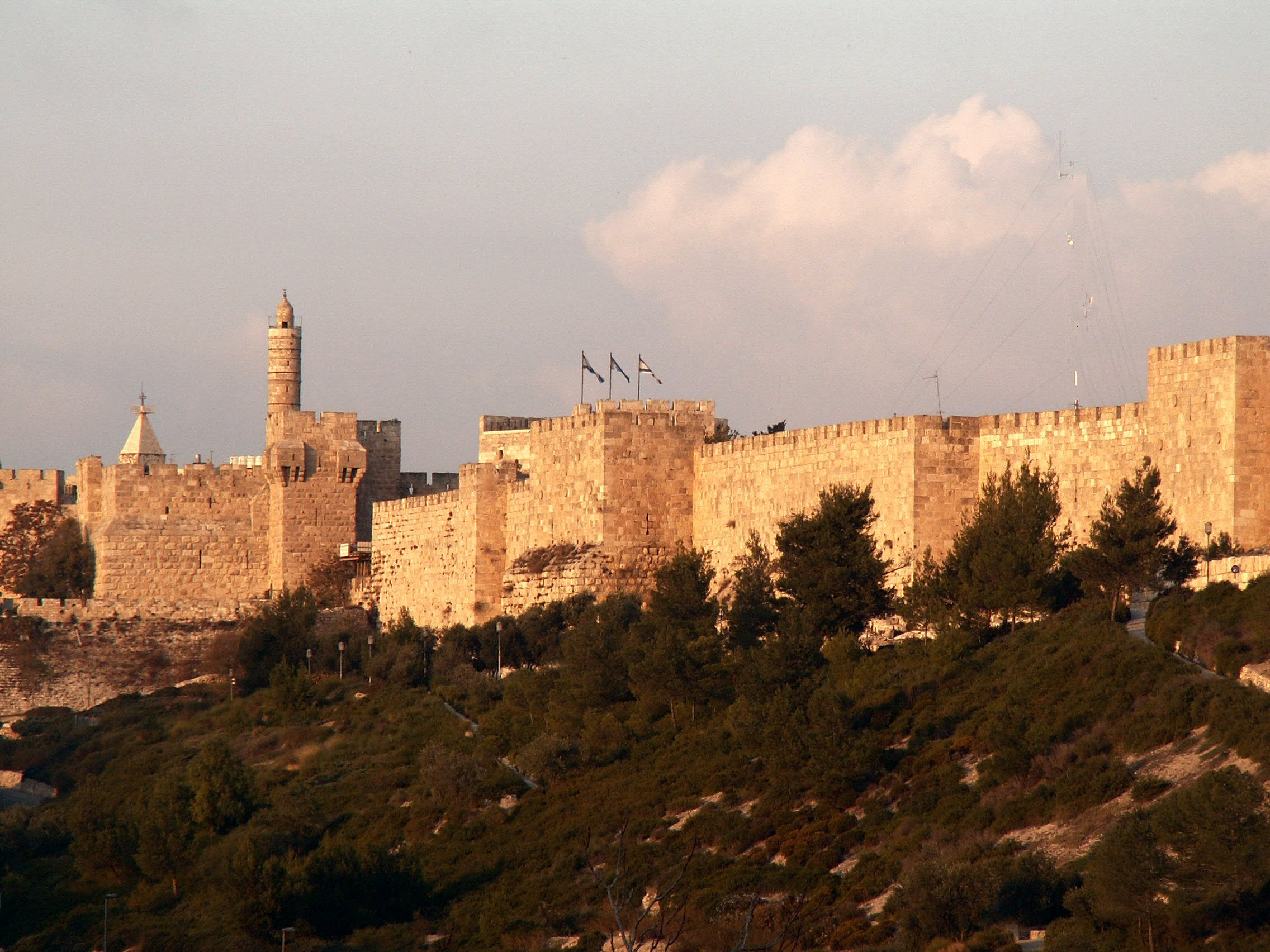
Murailles à Jérusalem-Ouest.

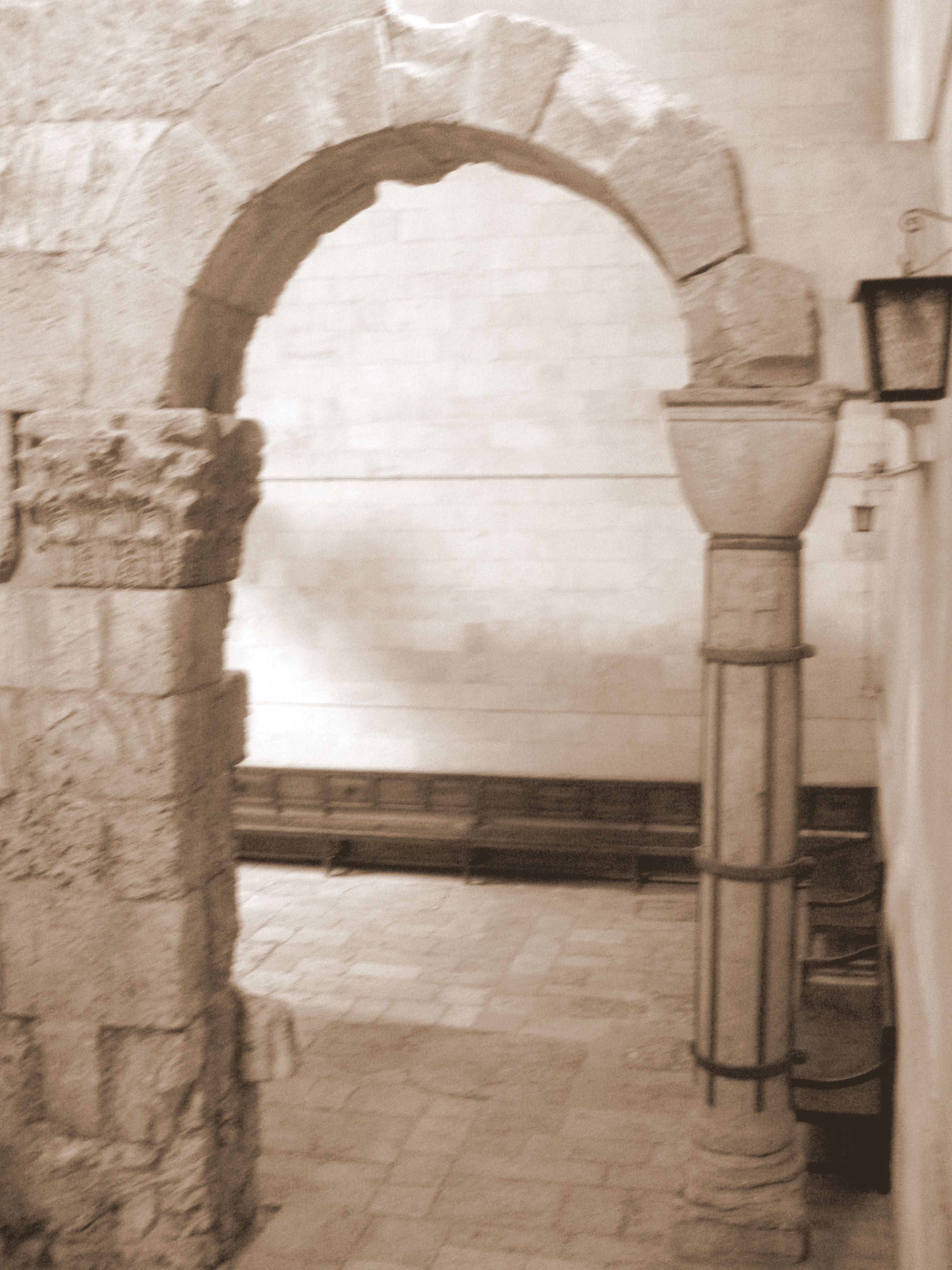
Fragment du second rempart et arc d'Hadrien sous la Mission Saint-Alexandre de Jérusalem.

La vieille ville de Jérusalem et ses remparts, est un site inscrit sur la liste du patrimoine mondial.
Des murailles successives ont existé à Jérusalem à différentes époques, permettant à la vieille ville de se déplacer vers le nord.
La Bible fait le récit de la prise de Jérusalem par le roi David. Certains, selon leur propre théologie, la datent approximativement de l'an 1004 av. J.-C. La cité, connue alors sous le nom de Jébus, avait été fondée au IIIe millénaire av. J.-C. par les Jébuséens, et était entourée de larges murs (mais peu de détails sont donnés sur cette époque).
La région originale de la ville de Jébus conquise par le roi David, connue aujourd'hui sous le nom de Cité de David, n'est pas incluse dans les murailles actuelles de la vieille ville, mais plutôt au sud-est de celle-ci.
Selon le récit biblique, son fils le roi Salomon réalisa l'extension des murailles de la cité de son père vers l'Ophel et le mont du Temple au nord de celle-ci, où il fit construire le premier Temple, ainsi que son palais. La ville se développe sur le mont Sion qui à l'époque désigne le nom du Temple. En réalité, le premier rempart fut l'œuvre du roi Ézéchias, à la fin du VIIIe siècle av. J.-C. Les murailles seront détruites lors de la conquête babylonienne par Nabuchodonosor II.
De retour de l'exil à Babylone, Néhémie posa la première pierre pour reconstruire des murailles et rebâtir un Second Temple vers 430 av. J.-C.
Le second rempart est l'œuvre des Hasmonéens dans la deuxième moitié du IIe siècle av. J.-C., englobant l'intégralité des monts « Sion » et du « Temple ».
Entre 41 et 44, le roi de Judée, Hérode Agrippa Ier, fit construire de nouveaux murs à la ville, murs connus sous le nom de « troisième muraille ». En 135, après la destruction de Jérusalem par l'empereur Hadrien, la nouvelle ville romaine de Ælia Capitolina est construite sur le même lieu mais dans des dimensions plus réduites et est entourée de nouvelles murailles.
Les murailles actuelles de la vieille ville ont été dressées entre 1535 et 1538 par le sultan Soliman le Magnifique, à l'époque ottomane. Les précédentes murailles avaient été rasées par Malik al-Mu'azzam Musa en 1219.
Lors de l'accord d'armistice entre Israël et la Jordanie en date du 3 avril1949 qui mit fin au conflit entre le royaume de Jordanie et l’État hébreu, à la fin de la guerre commencée en mai 1948, la frontière entre Israël et la Jordanie fut fixée au pied même des murailles ouest et nord-ouest, entre les portes de Damas et de Sion, constituant une partie de Jérusalem-Est. Cette situation changea lors de la conquête de Jérusalem-Est, effectuée à compter du 7 juin 1967, lors de la guerre des Six Jours , au moment où les forces armées israéliennes se sont emparées de la vieille ville. L'occupation et l'annexion israélienne de ce secteur est condamné dès juillet 1967 par le Conseil de sécurité des Nations Unis,.
Les murailles de la vieille ville et les jardins publics qui les entourent ont été classés par les autorités israéliennes comme parc national et dépendent de la Direction de la Nature et des Parcs.

## Le mont du Temple
Bien que faisant partie de la vieille ville, le caractère hautement symbolique du mont pour les religions monothéistes constitue un secteur à part.
- Pour les Juifs, il est le lieu où fut bâti le Temple de Jérusalem.
- Pour les chrétiens, c'est dans ce temple que se déroulèrent plusieurs événements majeurs de la vie de Jésus.
- Pour les musulmans, il héberge l'esplanade des mosquées accueillant deux hauts lieux de l'islam (après La Mecque et Médine) : le dôme du Rocher et la mosquée al-Aqsa.

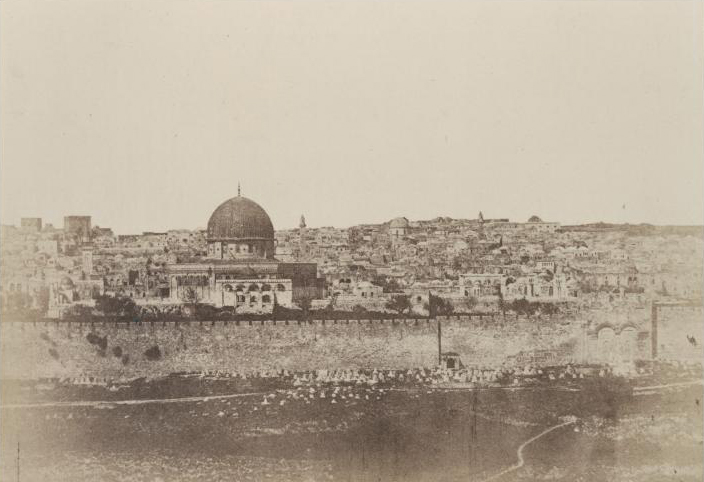
Enceinte du Temple avec la coupole du dôme du Rocher, 1856
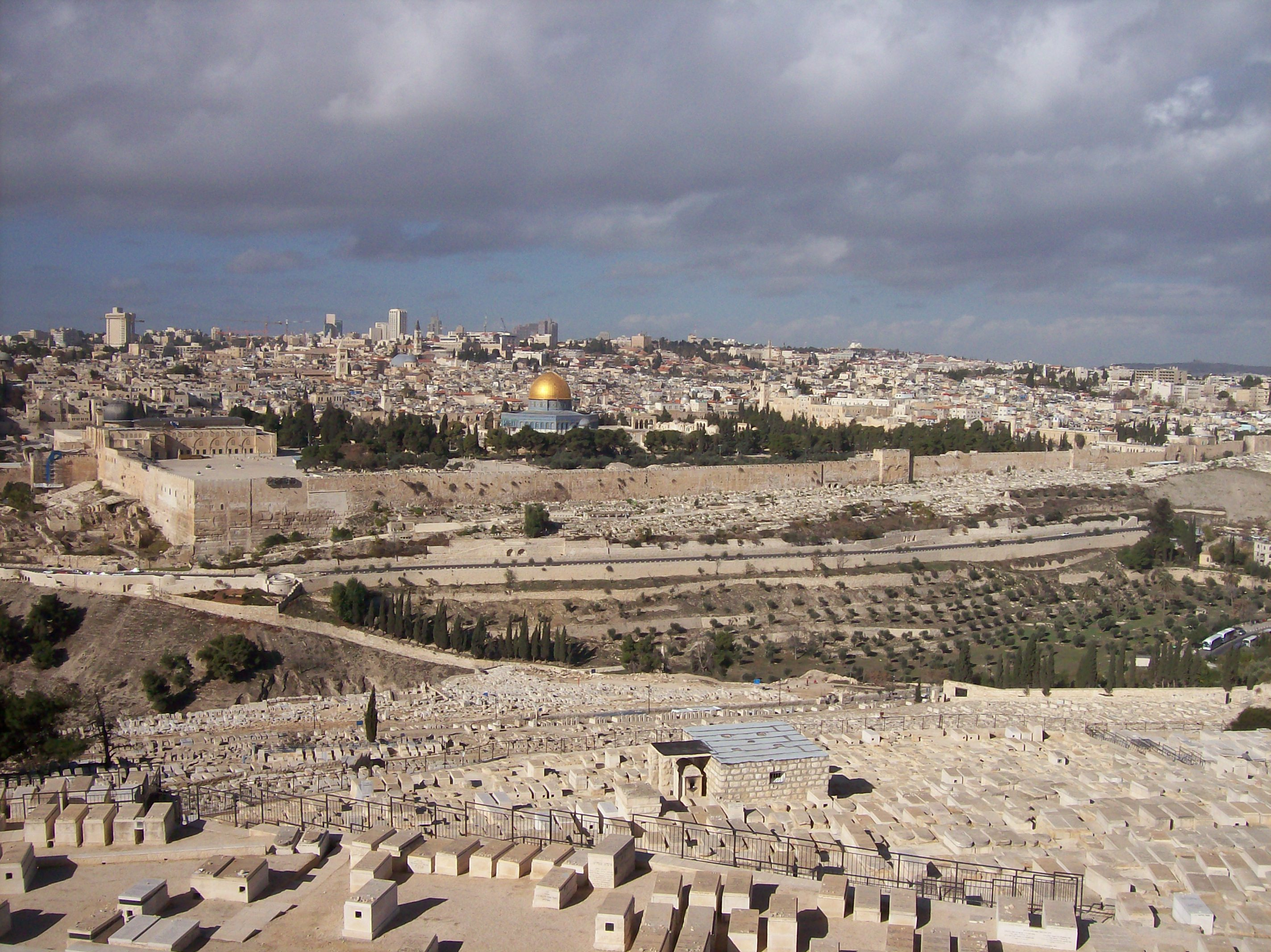
Vue élargie de l'enceinte du Temple avec la coupole du dôme du Rocher, de nos jours

## Les quartiers de la vieille ville

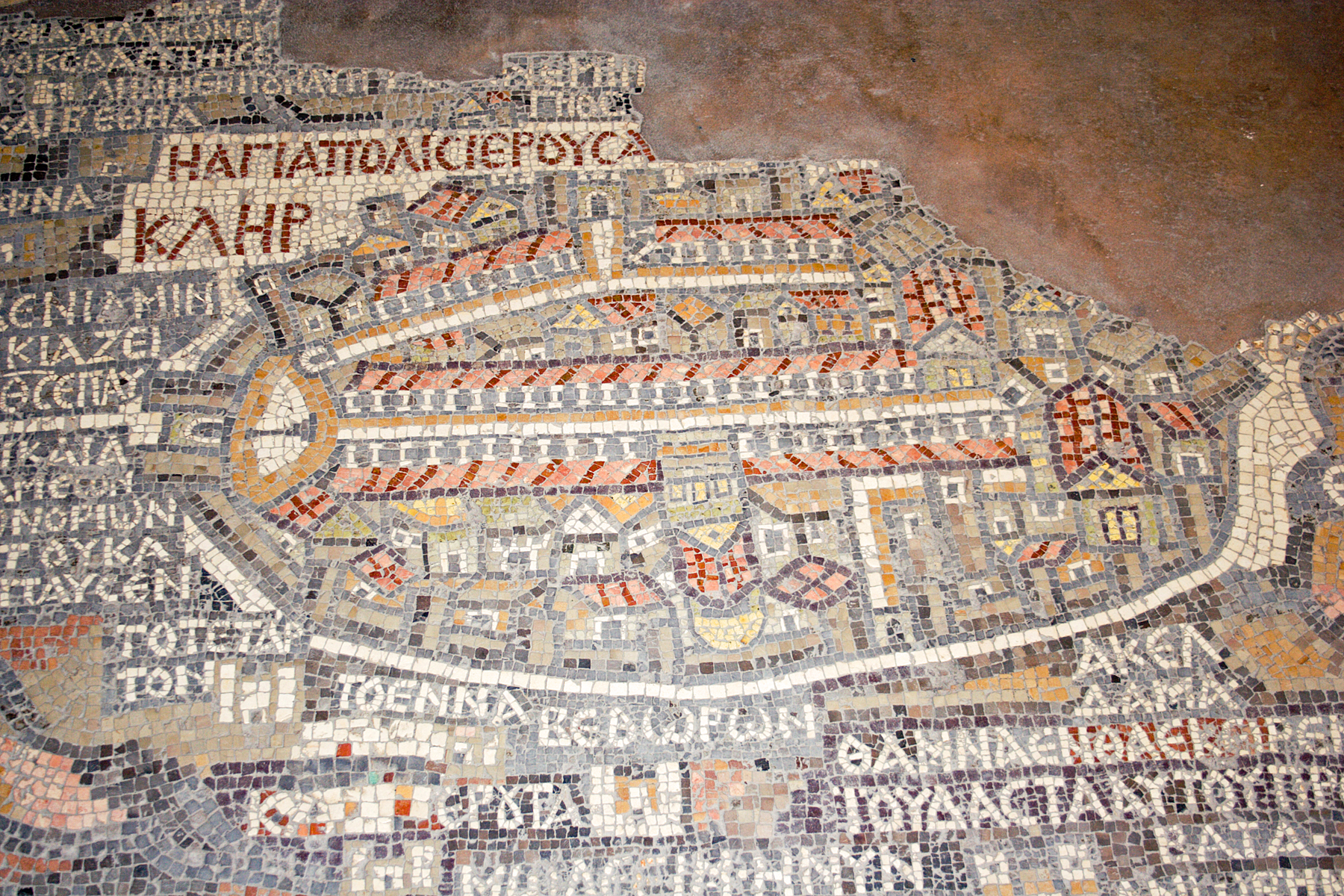
La mosaïque de Madaba (où ne figure pas le mont du Temple), s.

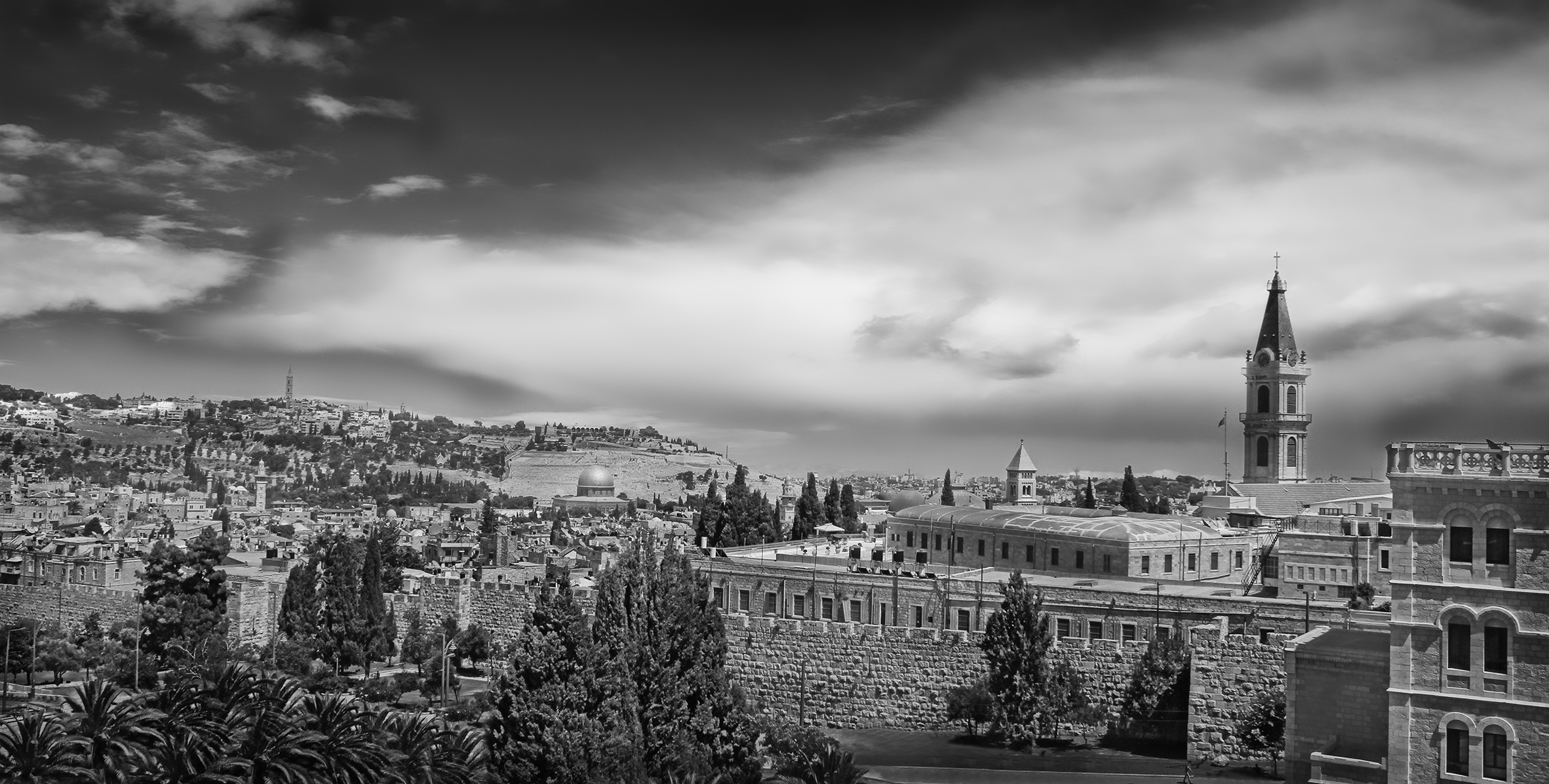
Vue générale de la vieille ville de Jérusalem. Juillet 2012.

La vieille ville est divisée arbitrairement en quatre quartiers qui ne datent que d'une carte allemande de 1853 et ne correspondent pas à la réalité démographique du début du XXe siècle. L'axe de séparation Nord-Sud suit le tracé du cardo maximus de l'époque romaine. Il y avait une porte à l'extrémité sud du Cardo, un peu plus à l'est que l'actuelle « porte de Sion ». Dans le sens Est-Ouest, il y avait plusieurs Decumanus, et non un seul.
Les quatre quartiers de la Vieille ville répartissent ses habitants selon leurs confessions religieuses ou leur appartenance ethnique. Ils abritent également des lieux ayant une importance politique, militaire ou religieuse, notamment pour les Juifs et les chrétiens :
- le quartier juif avec le Mur occidental (anciennement Mur des Lamentations) ;
- le quartier chrétien avec l'Église du Saint-Sépulcre ;
- le quartier arménien avec la Tour de David ;
- le quartier musulman avec l'Église Sainte-Anne.

Signes religieux
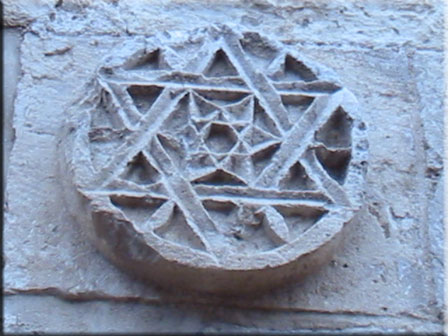
Étoile de David sur un mur de Jérusalem
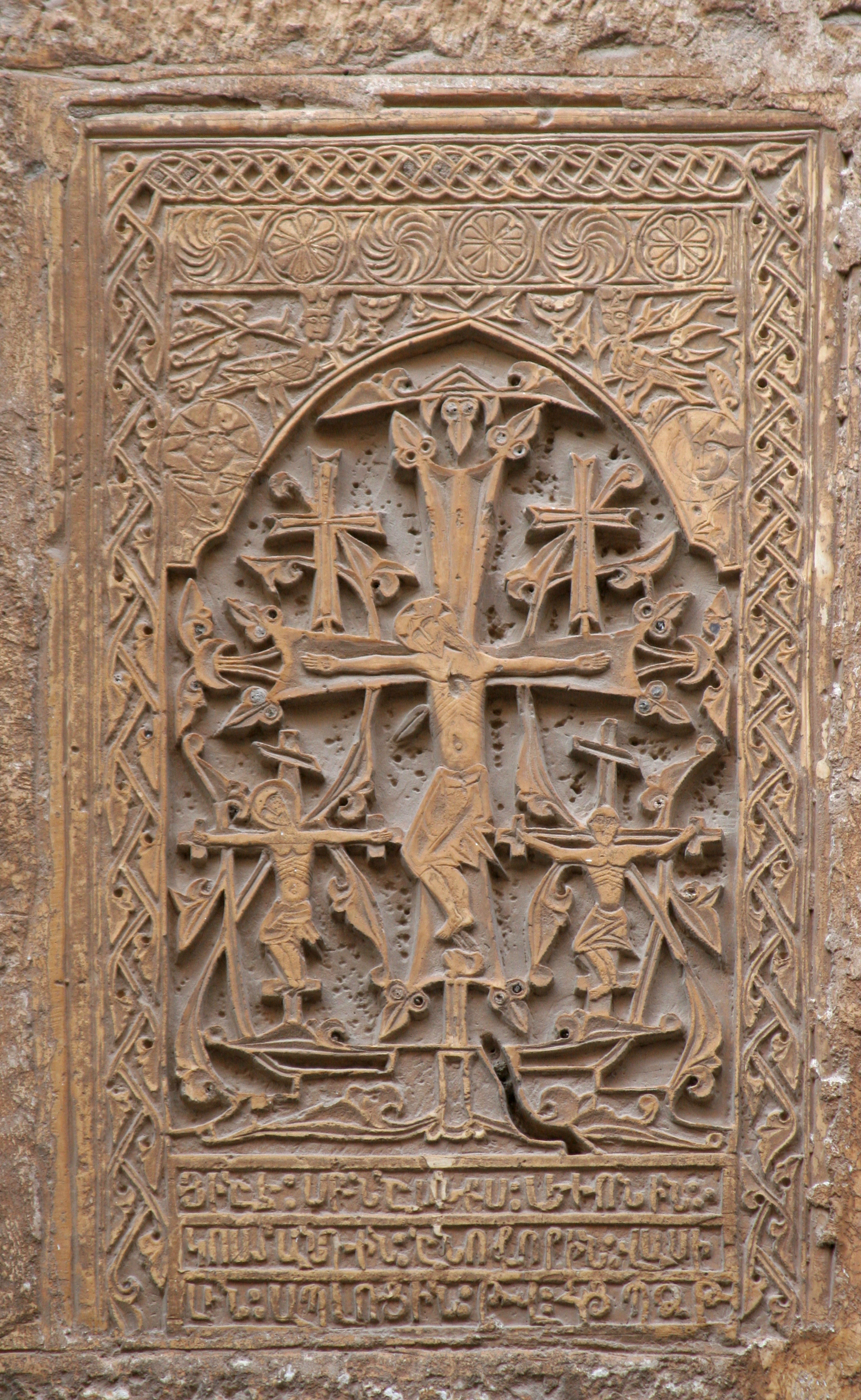
Croix à la cathédrale St-Jean du quartier arménien
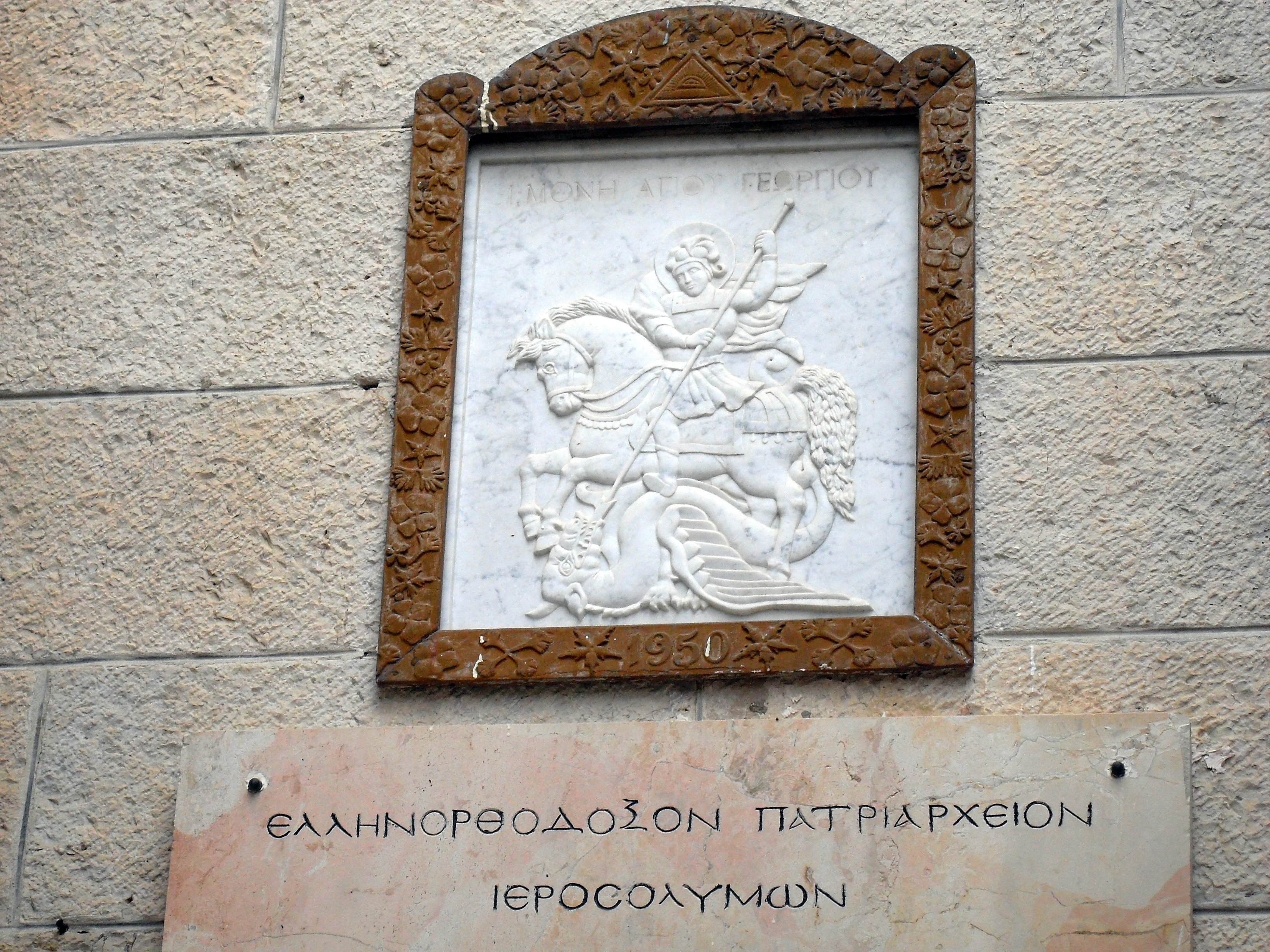
Intaille représentant St-Georges de Lydda
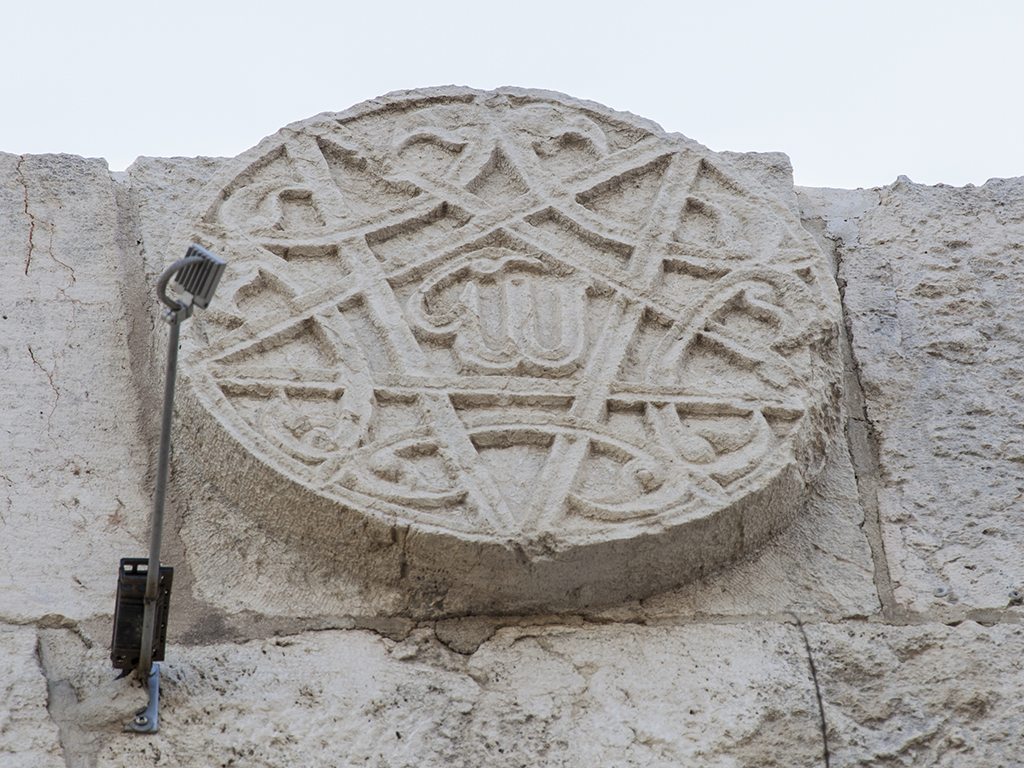
Pentagramme musulman à la porte de Jaffa

## Les Portes de Jérusalem
Traditionnellement, la vieille ville de Jérusalem comporte 9 portes d'accès (le chiffre correspond au repère sur la carte en haut à gauche (la « porte des Maghrébins » et la « porte des Tanneurs » distantes d'une quinzaine de mètres l'une de l'autre, ont le même repère) :
1. La Nouvelle Porte (Sha'ar HéHadash ou Bab al-Jedid)
Appelée aussi « porte de Hammid » : cette porte est la plus récente (elle fut bâtie en 1887) et est située dans la partie occidentale de la muraille Nord ;
2. La porte de Damas (Sha'ar Dameseq)
Appelée aussi « porte de Sichem » (Sha'ar Shechem), ou encore « Porte du Pilier » (Bab al'Amoud) : bâtie en 1537 et située au milieu de la muraille Nord ; de cette porte sort un chemin qui mène directement à la ville de Sichem ;
3. La porte d'Hérode (Sha'ar Hordos)
Appelée aussi « porte des Fleurs » (Sha'ar HaPerachim) ou « Porte des Moutons » (Bab-a-Sahairad) : bâtie en (?) et située dans la partie orientale de la muraille Nord ;
4. La porte des Lions (Sha'ar Ha'ariot)
Appelée aussi « porte de Josaphat », « porte de Sainte-Marie » (Bab Sitt Miriam), « porte de Saint-Étienne » ou « porte des Tribus » : bâtie entre 1538 et 1539 et située dans la partie nord de la muraille Est. On l'appelle ainsi car elle est encadrée par deux animaux sculptés faisant penser à des lions, mais il s'agit en réalité de léopards ;
5. La porte Dorée (Sha'ar Harahamim)
Appelée aussi « porte de la Miséricorde »(Mercy Gate) ou encore « porte de la Vie éternelle » : bâtie au Ve siècle et située au milieu de la muraille Est ; cette porte est fermée par les autorités ottomanes car elle est selon la tradition juive (Ezekiel 44:1-3), la porte par laquelle le Messie entrera dans Jérusalem ;
6. La porte des Maghrébins (Sha'ar Ha'ashpot, « porte des Immondices »)
Appelée aussi « porte de Silwan » ou « porte Mograbi » : bâtie entre 1538 et 1540 et située dans la partie orientale de la muraille Sud ; son nom est une référence à l'installation ancienne de pèlerins maghrébins. L'ancien nom « porte des Immondices », utilisé du temps des Francs, rappelle que les détritus de la vieille ville étaient sortis par cette porte. Elle est agrandie par les autorités israéliennes en 1952.
La porte des Tanneurs (Sha'ar HaBursekaim)
Datant du XIIIe siècle (depuis fermée mais elle a été rouverte récemment), elle est située près de la porte des Maghrébins ;
7. La porte de Sion (Sha'ar Tzion)
Appelée aussi « porte de David » car elle donne accès au mont Sion où se trouve le tombeau de David. C'est l'entrée du quartier juif : elle a été bâtie en 1540 et est située au milieu de la muraille Sud ;
8. La porte de Jaffa (Sha'ar Yaffo)
Appelée aussi « porte des Amis » (Bab al-Halil) ou « Porte de la Tour de David » : bâtie entre 1530 et 1540 et située au milieu de la muraille Ouest. Son nom vient du fait qu'elle conduit tout droit vers la ville de Jaffa à quelques kilomètres de Tel-Aviv.

### Autres portes (actuellement murées)
Ces portes ne sont pas toutes indiquées sur le plan :
- la Porte Dorée (voir supra) ;
- les portes de Houldah (שערי חולדה, Sha'arei 'Hulda (nom provenant de la Mishnah, Traité des Midot 1:3), sont constituées de deux portes, elles-mêmes composées d'une triple porte et d'une double porte (dite aussi Porte du Prophète Mahomet, Bab an-Nabi (باب النبي,) ; elles sont construites sous le roi Hérode et situées sur le mur Sud pour conduire au Mont du Temple. Des escaliers antiques y mènent encore. Elles ont été murées au Moyen Age, à l'époque fatimide et partiellement reconstruites sous les Omeyyades ;
- la porte de Suse (ou Porte de Chouchan) s'ouvrait à l'est du Mont du Temple, vers la Cédron (vallée) et le Mont des Oliviers. Selon Rabbi Astouri Farhi (1282-1322) dans son livre (Kaftor VaPéra'h, chapitre 6) :

« Aujourd'hui encore on peut repérer l'emplacement de la porte de Suze. Elle est obstruée par des pierres de taille. Tu la trouveras dans le premier tiers de la longueur du mur à partir de l'angle sud est. »

Cette porte de Suze mentionnée dans le Talmud est-elle la Porte Dorée ?

Portes closes
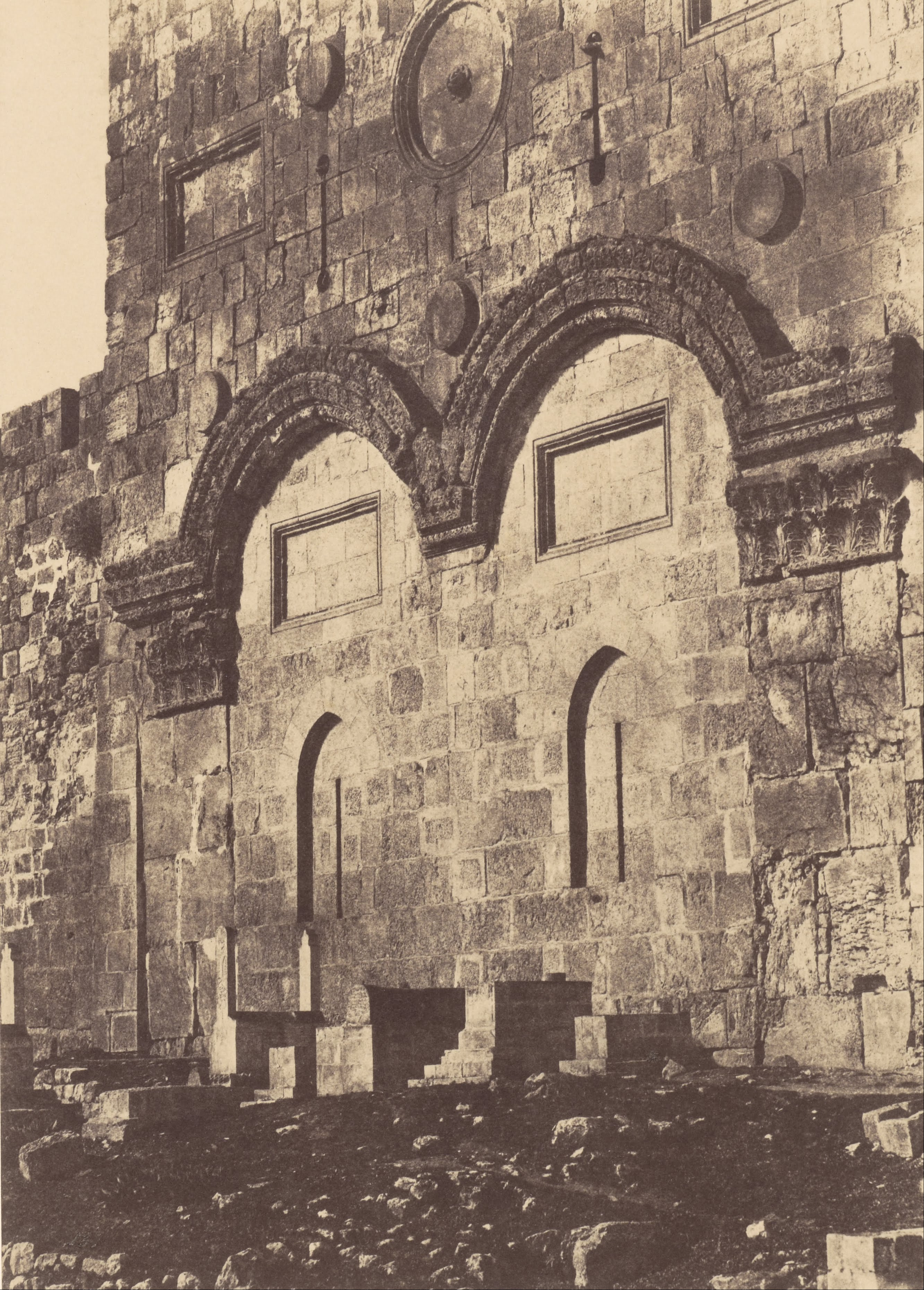
Porte Dorée en 1854
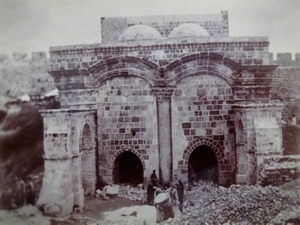
Porte Dorée en 1891
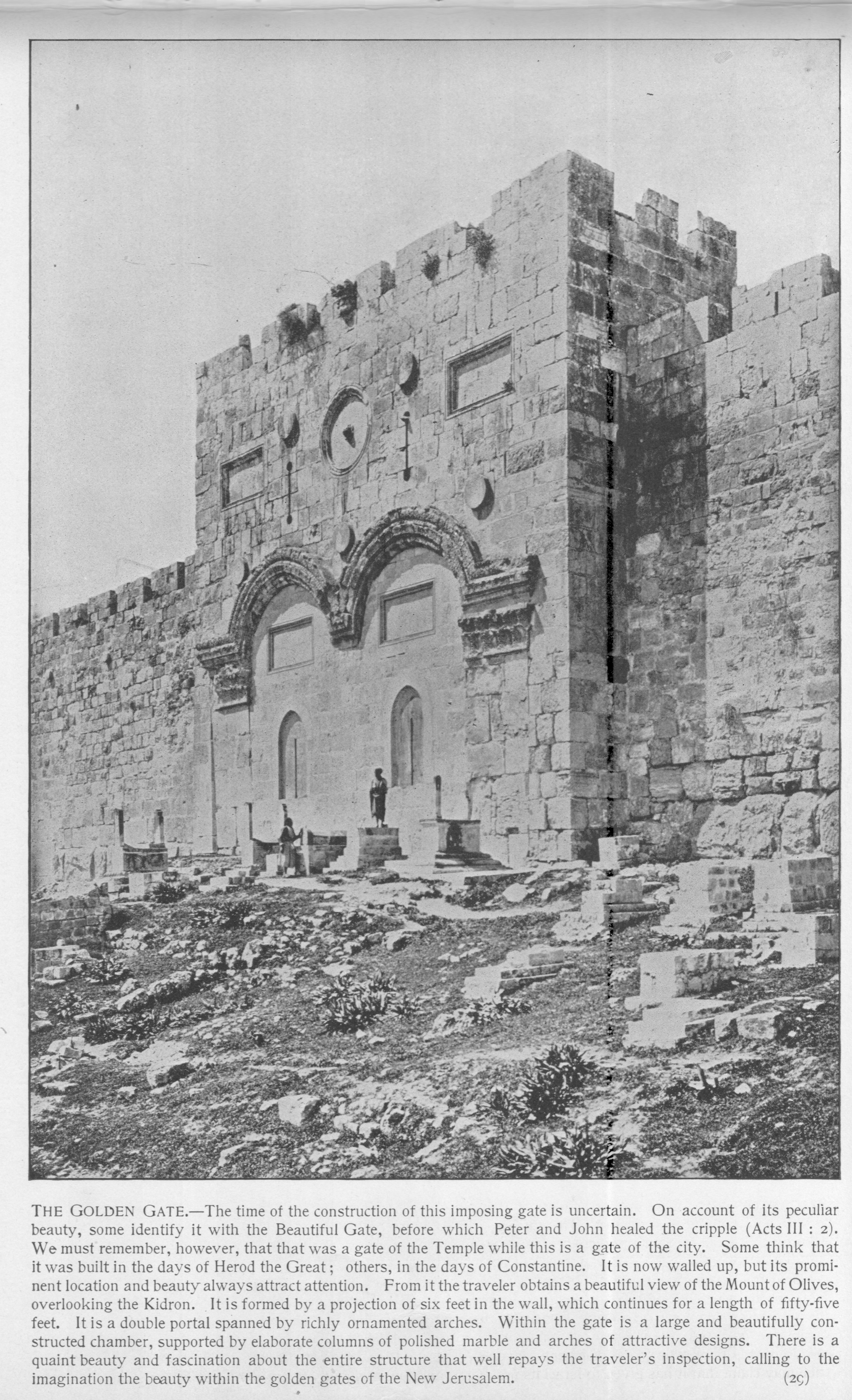
Porte Dorée en 1894
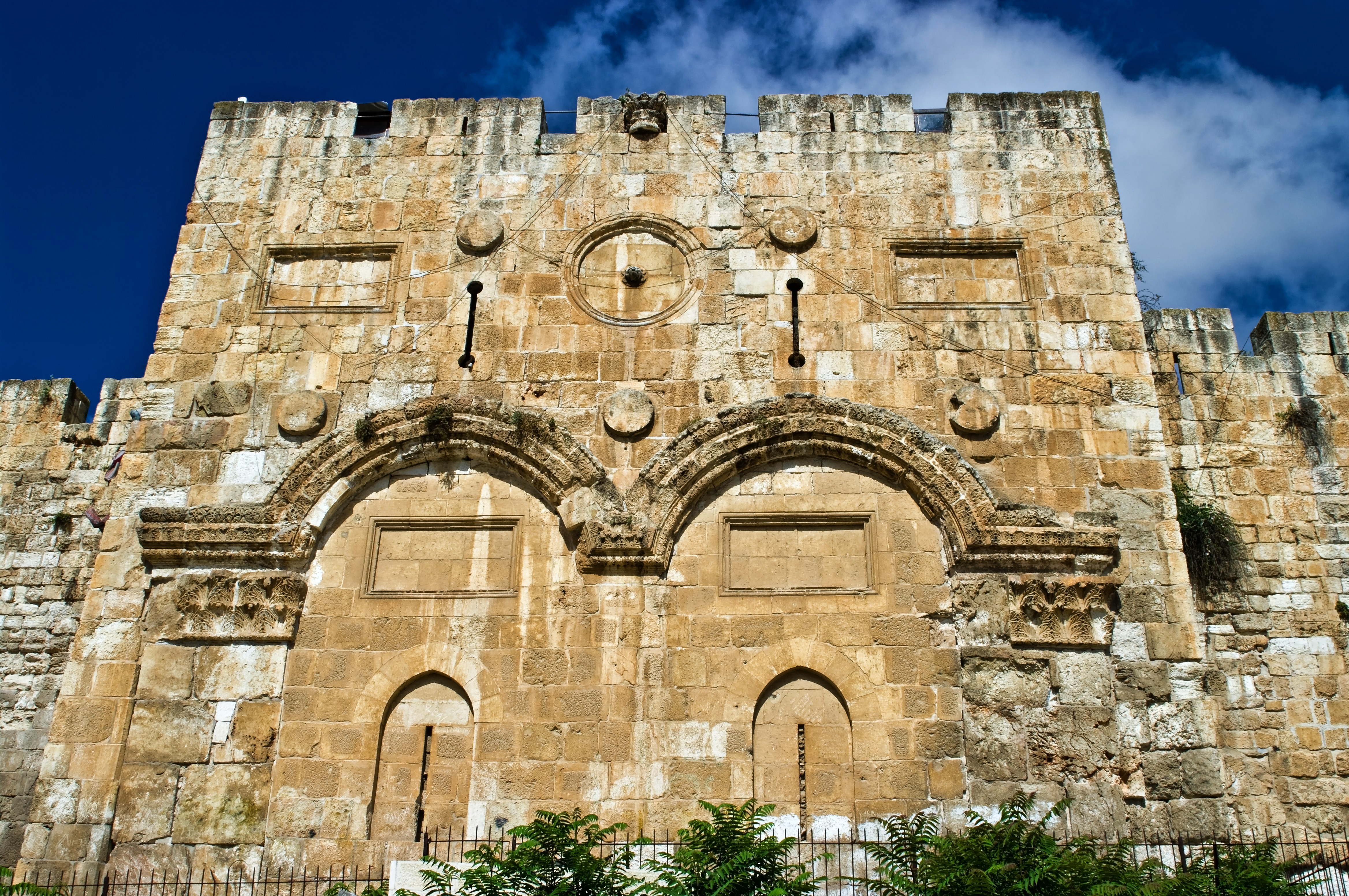
Porte Dorée, 2014
- Porte Dorée (video)
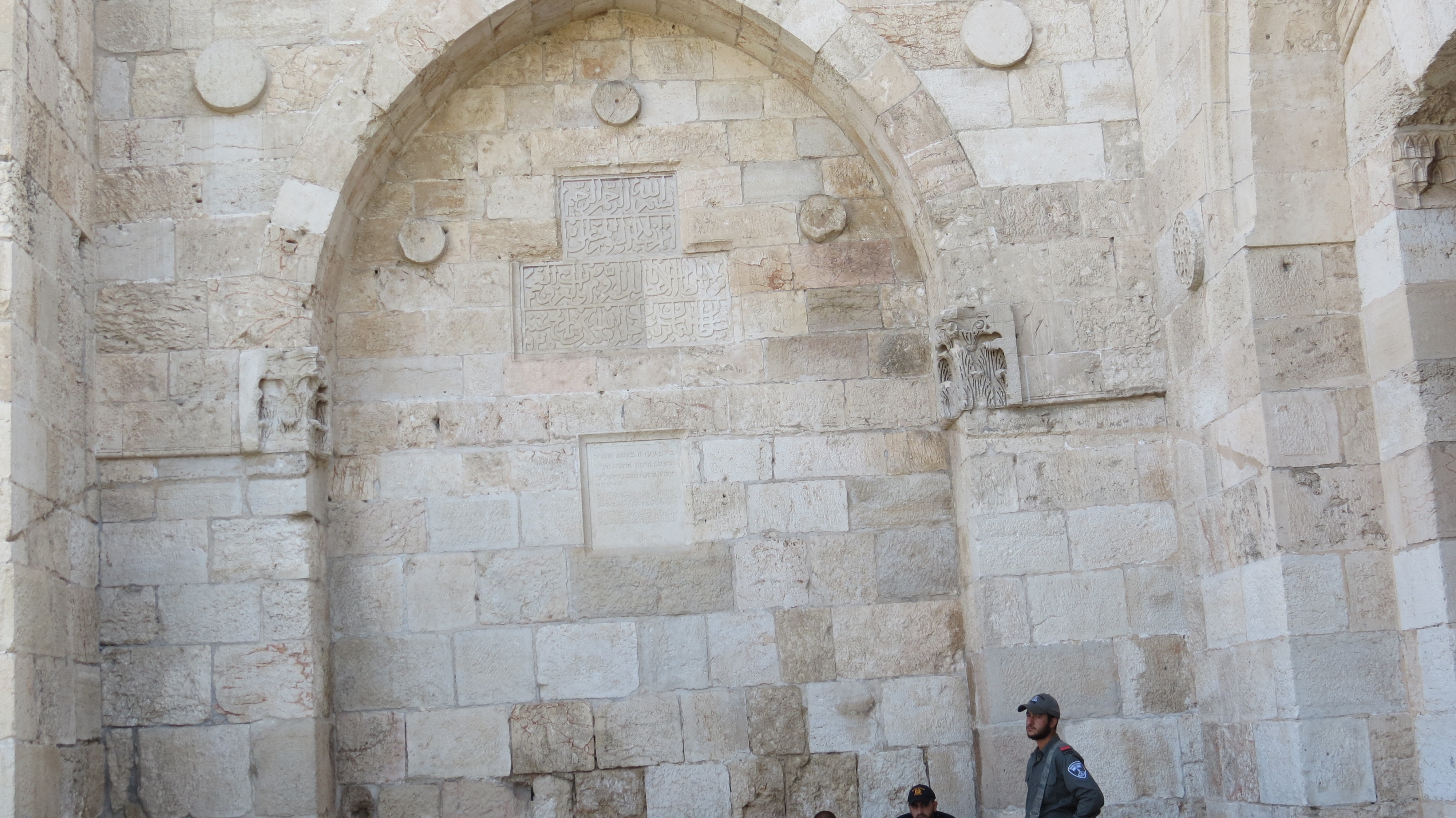
A côté de la porte de Jaffa
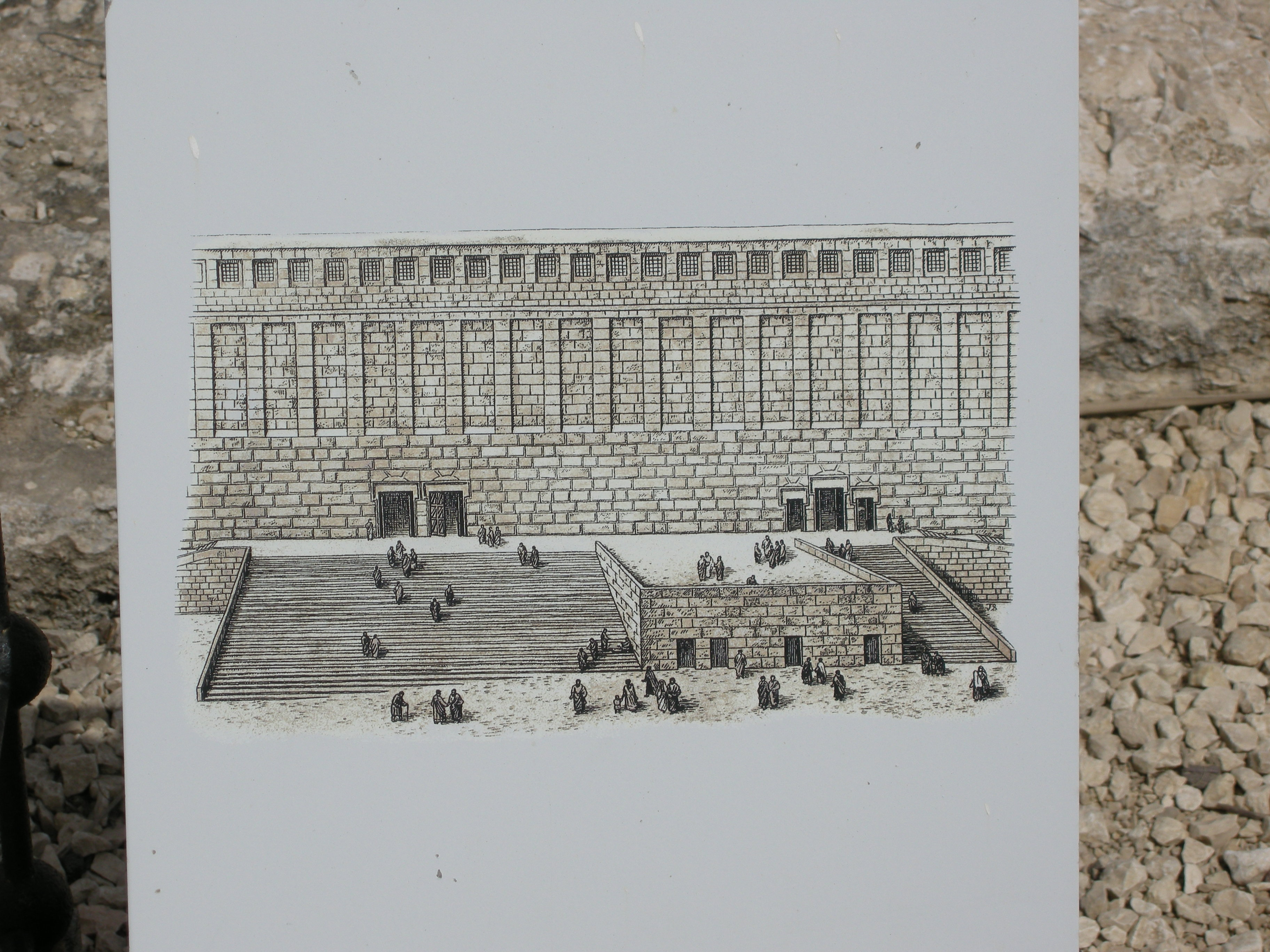
Plan des anciennes portes (aujourd'hui murées) de Houldah
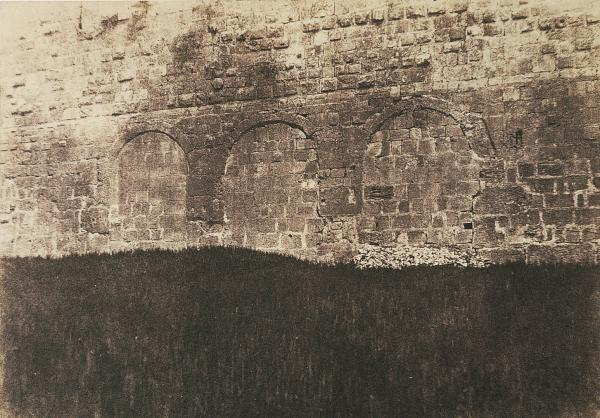
Portes de Houldah en 1855
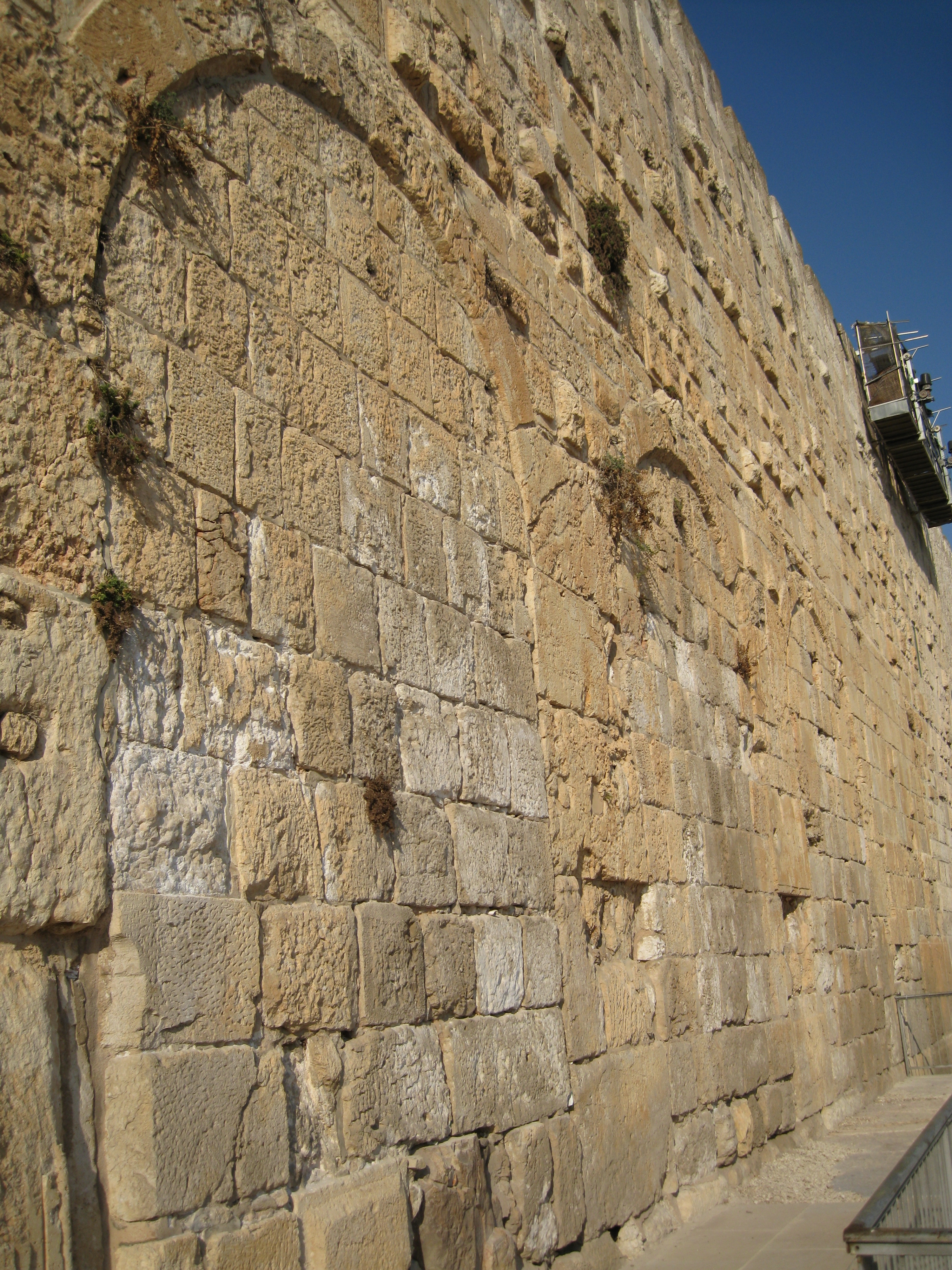
Partie de la triple porte de Houlda
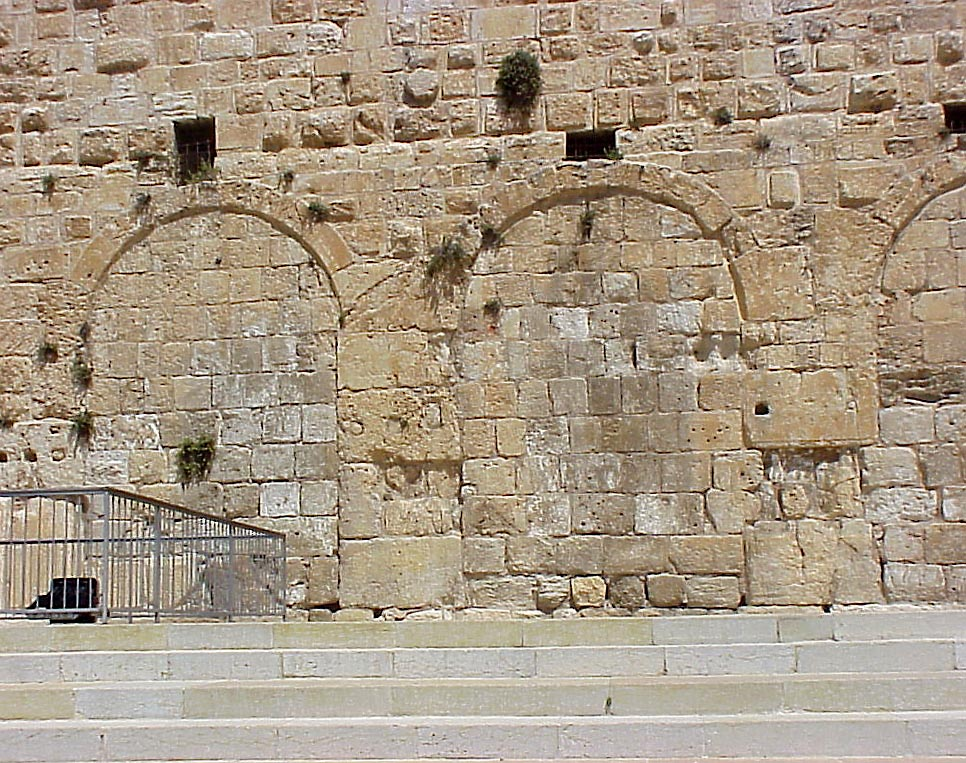
Triple porte de Houldah, 2006

### Autres ouvertures dans la muraille
- Une double porte qui relie le parc archéologique (Centre Davidson) à l'Ophel

Portes de la Vieille ville de Jérusalem
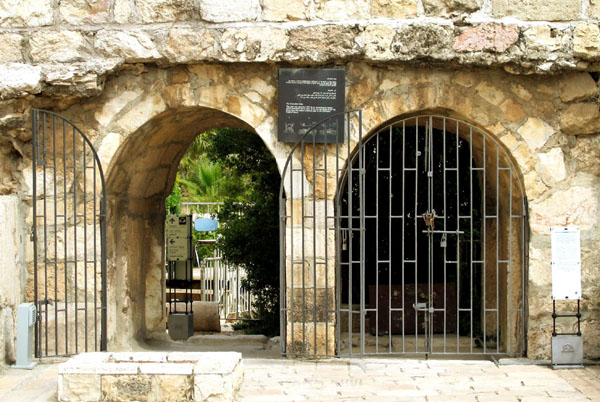
La double porte vers l'Ophel.
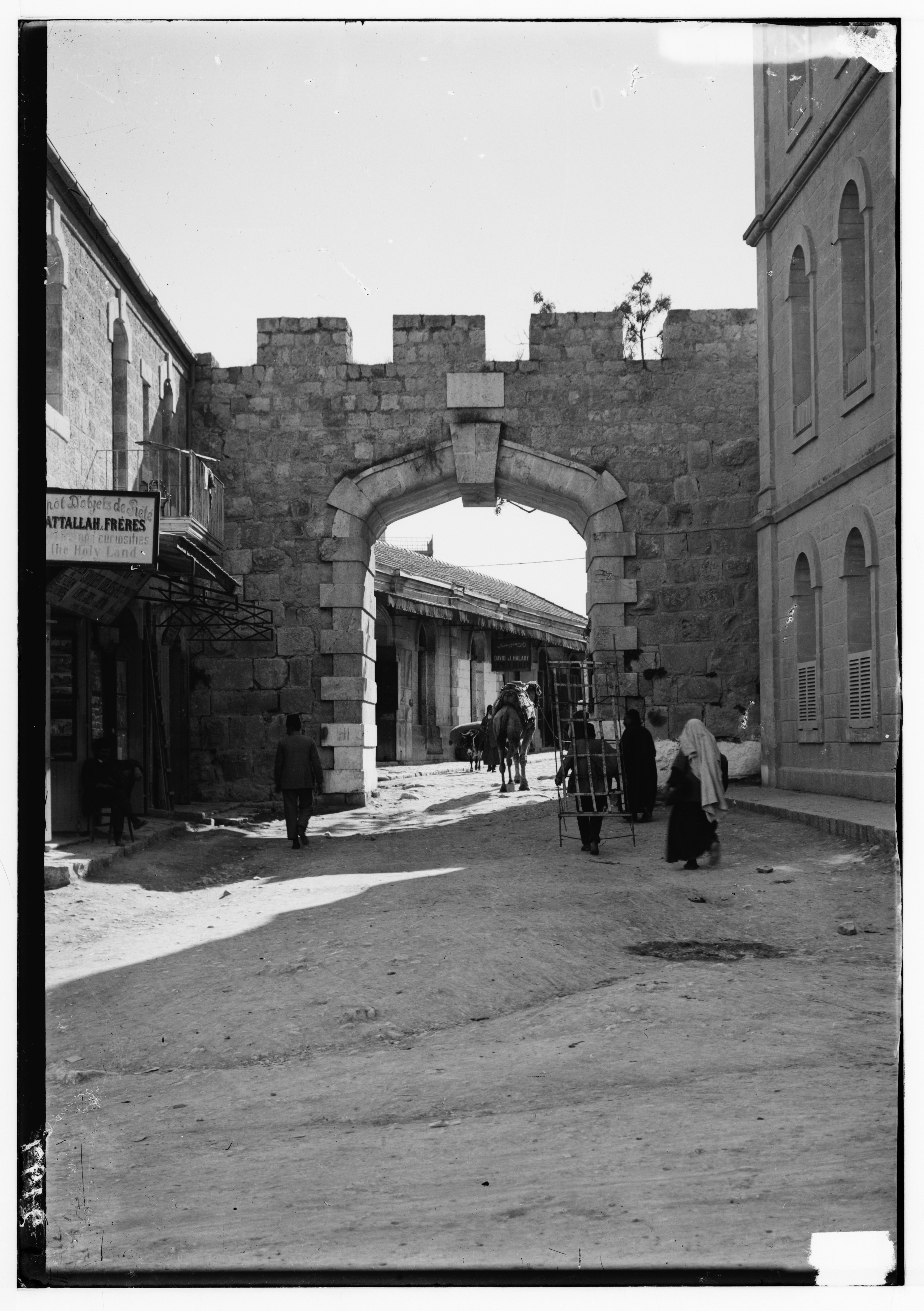
La Nouvelle Porte en 1910.
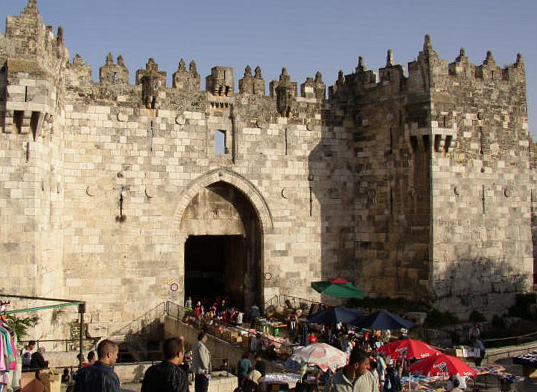
La porte de Damas.
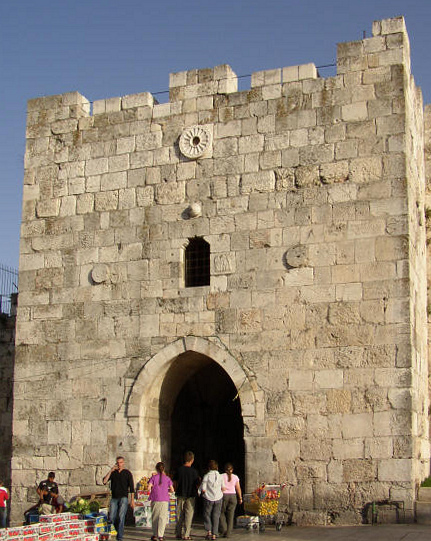
La porte d'Hérode.
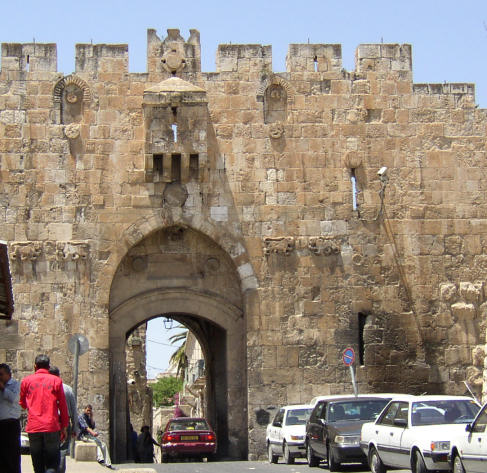
La porte des Lions.
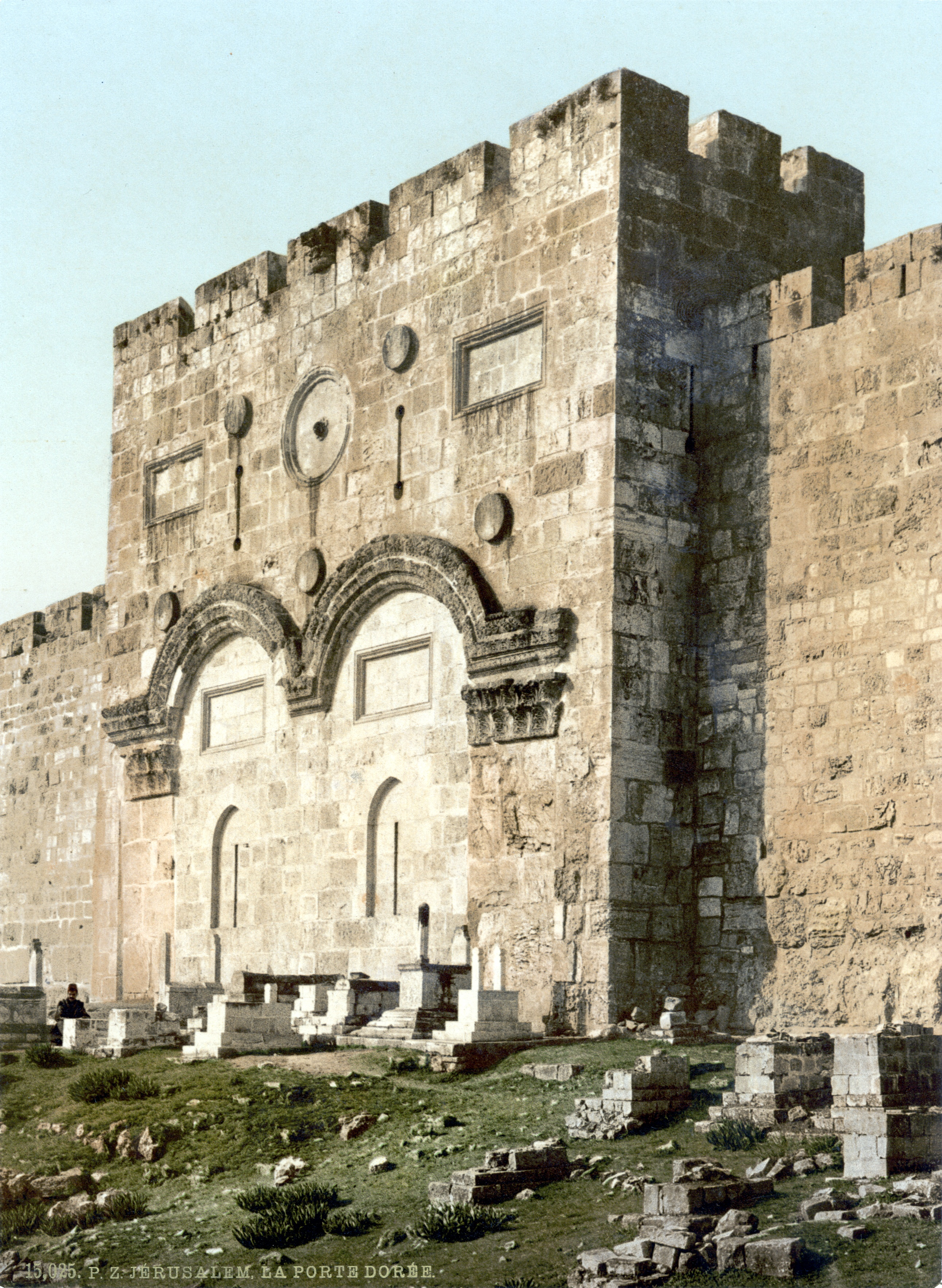
La porte Dorée en 1900.
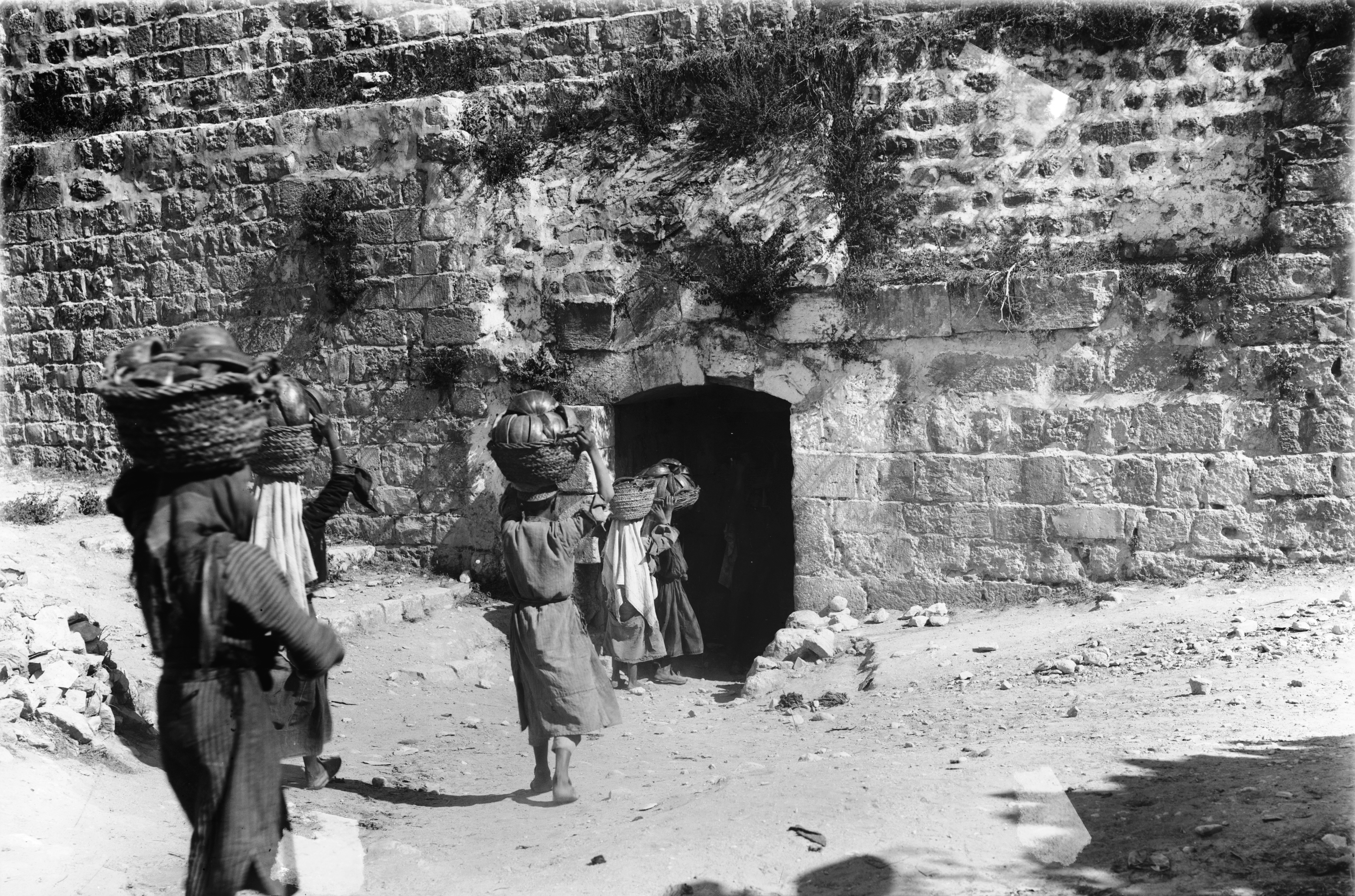
La porte des Maghrébins dans les années 1940 (avant son agrandissement en 1952).
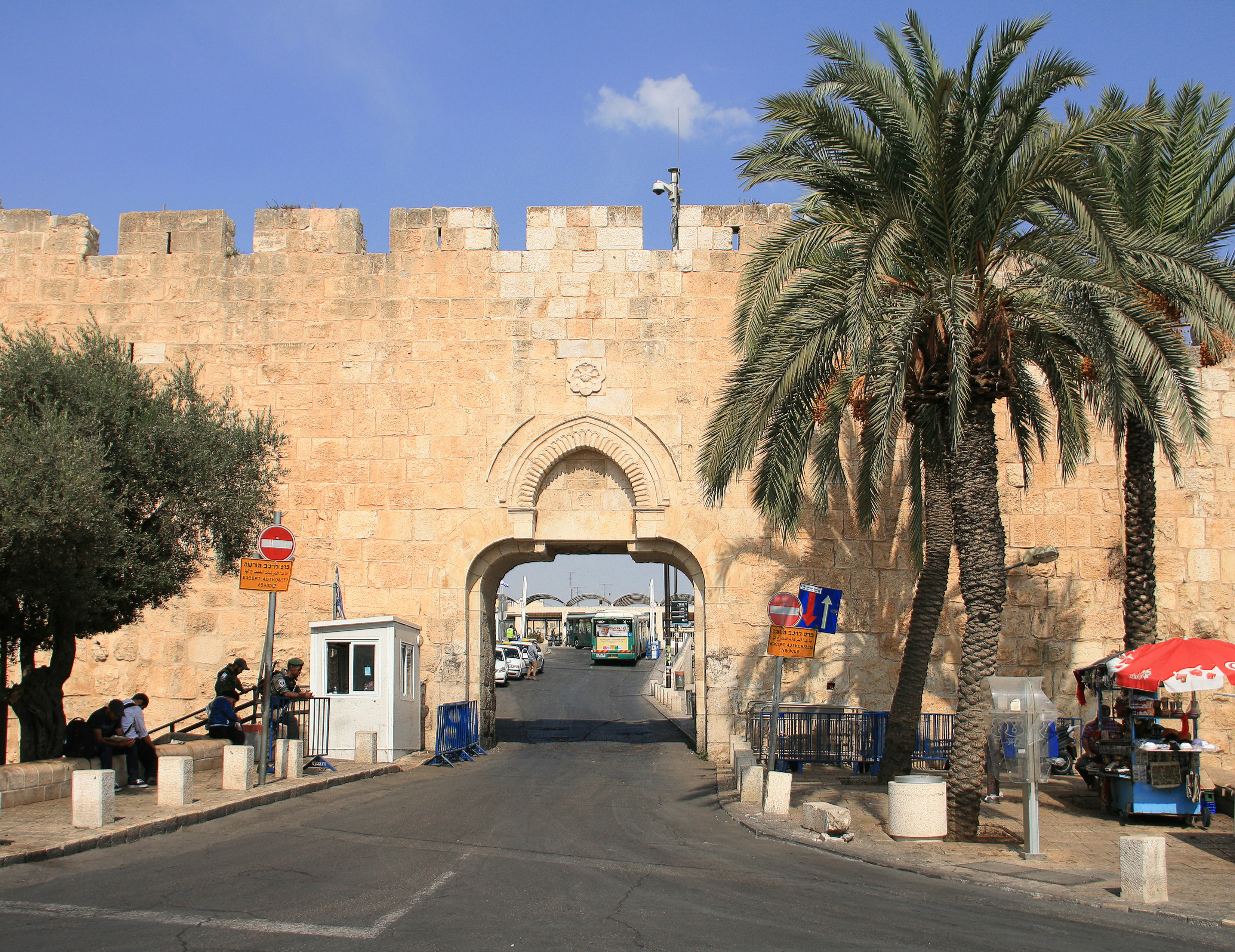
La porte des Maghrébins (après son agrandissement).
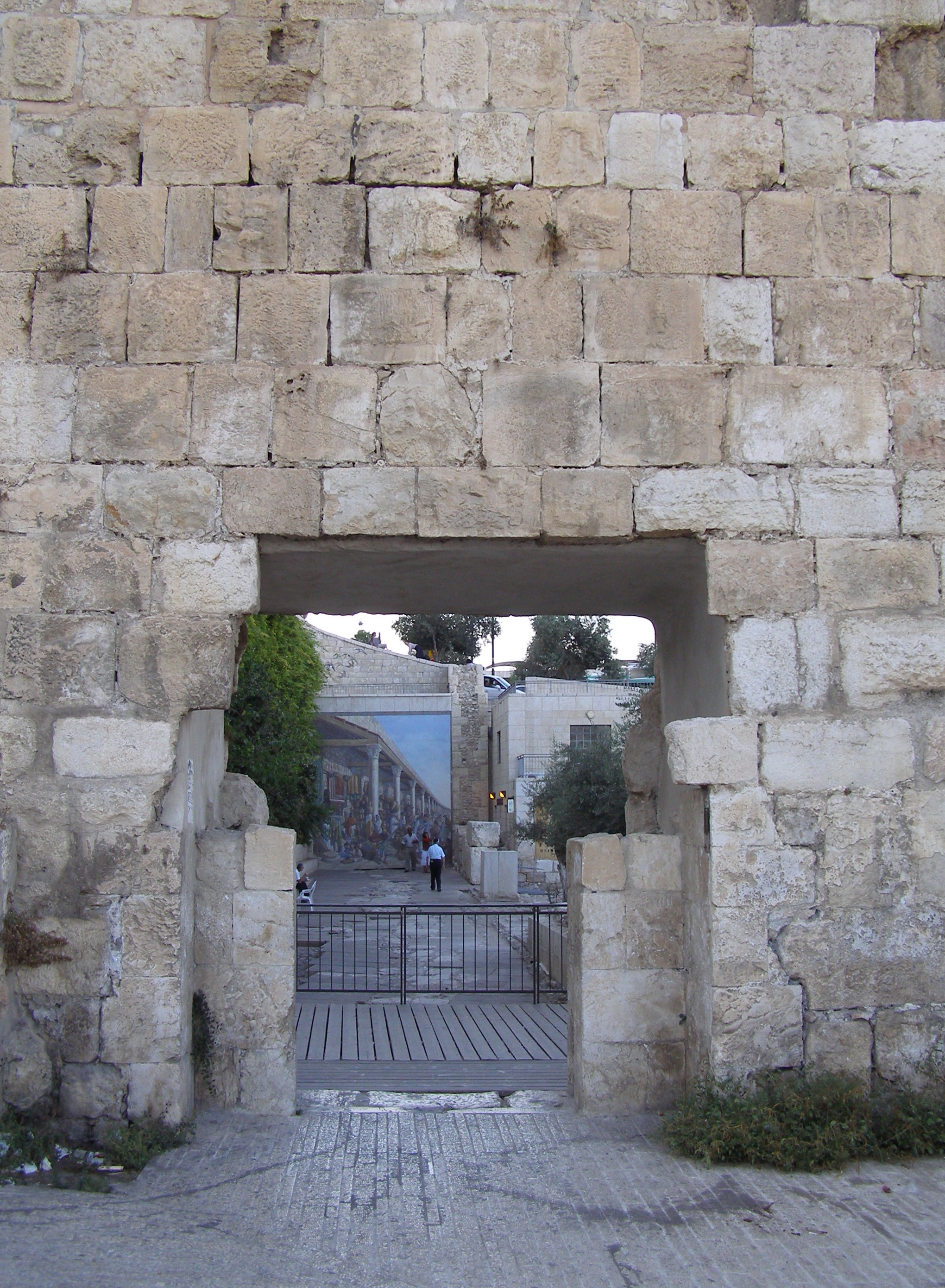
La porte des Tanneurs.
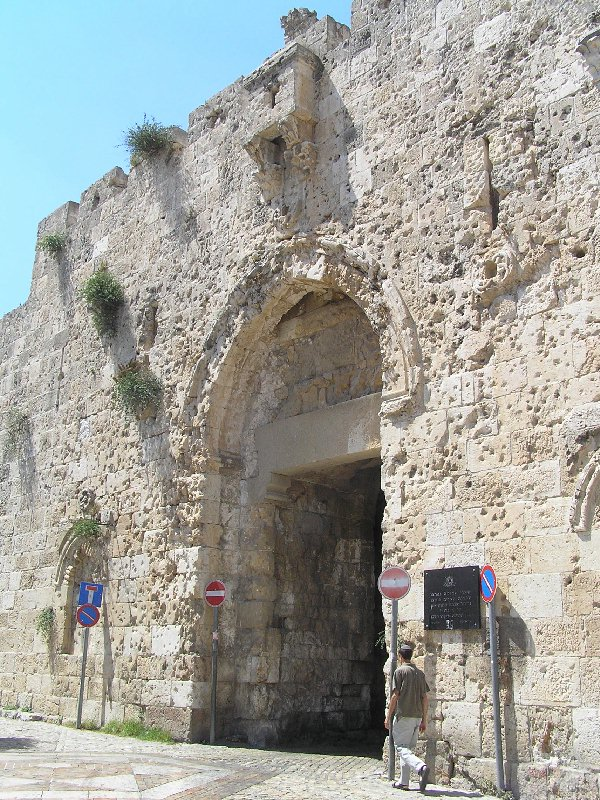
La porte de Sion.
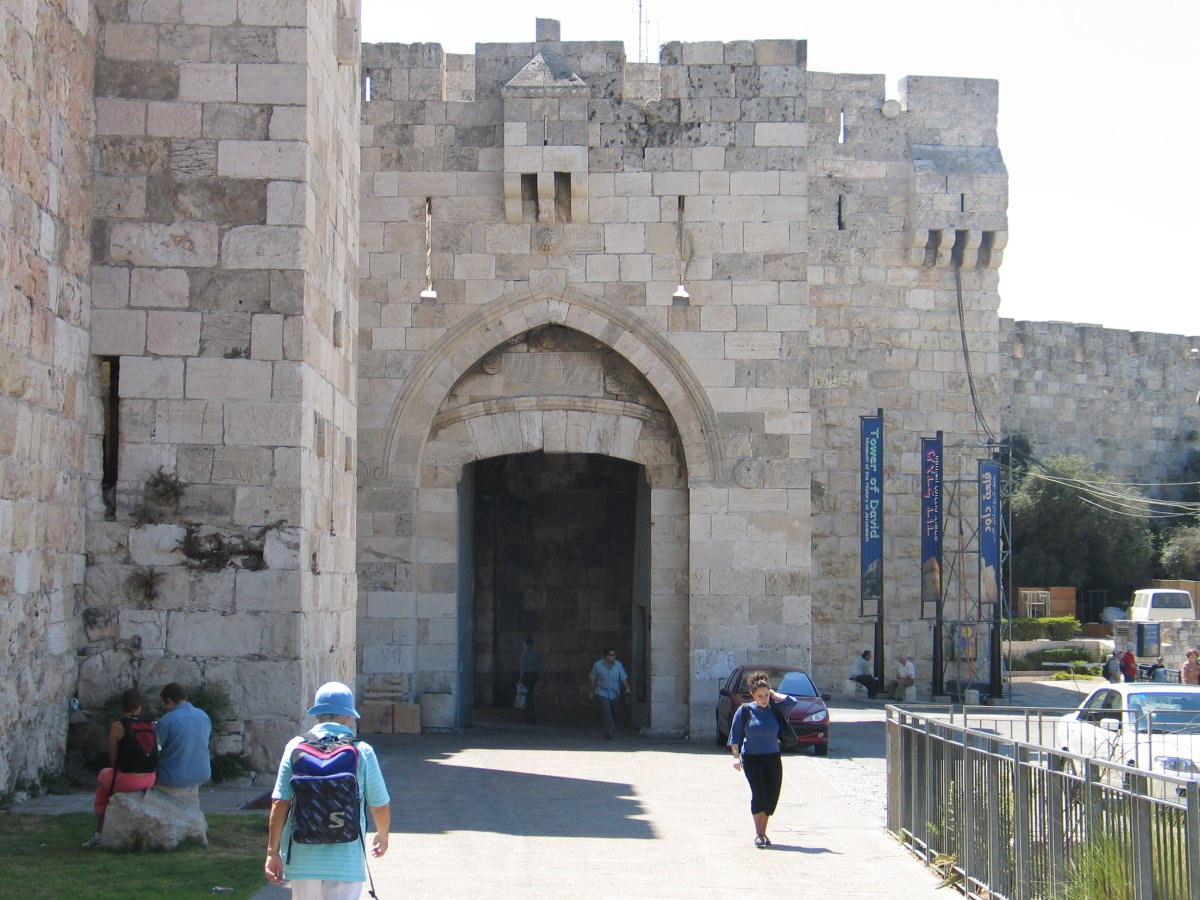
La porte de Jaffa.